# Hermann von Schullern zu Schrattenhofen

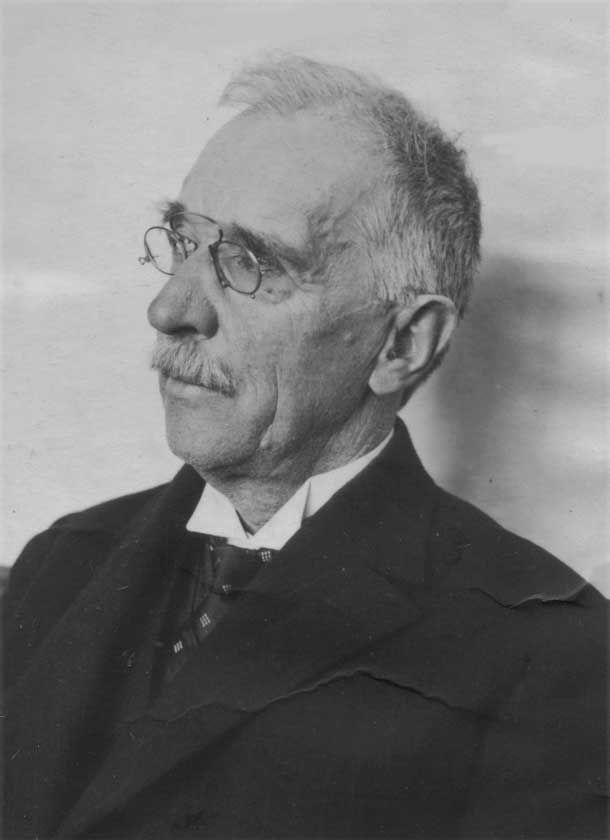
Hermann v. Schullern (1931)

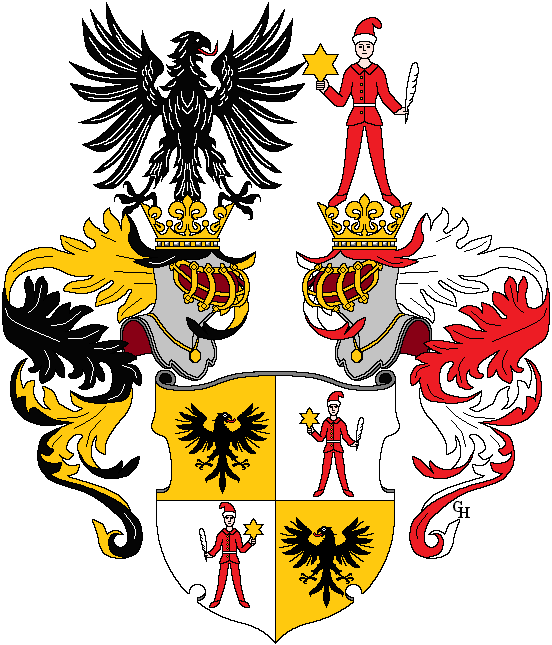
Wappen der Ritter von Schullern zu Schrattenhofen

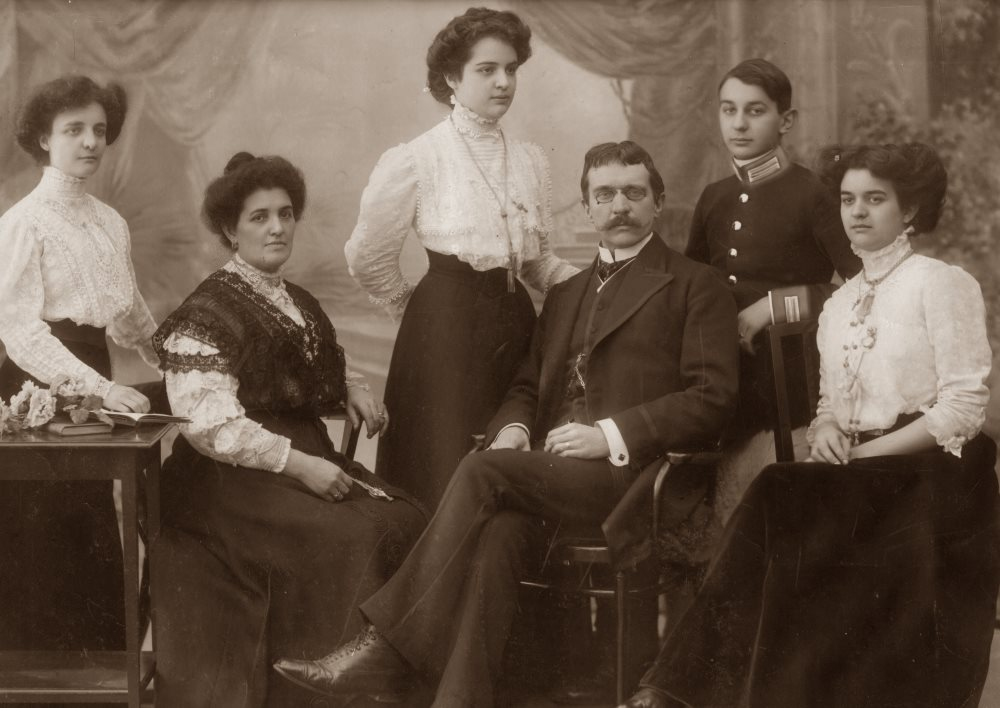
Familie Univ.-Prof. Dr. Hermann von Schullern zu Schrattenhofen (1910) – v. l. n. r.: Elfriede, Teresina, Irene, Hermann, Manfred, Eleonore

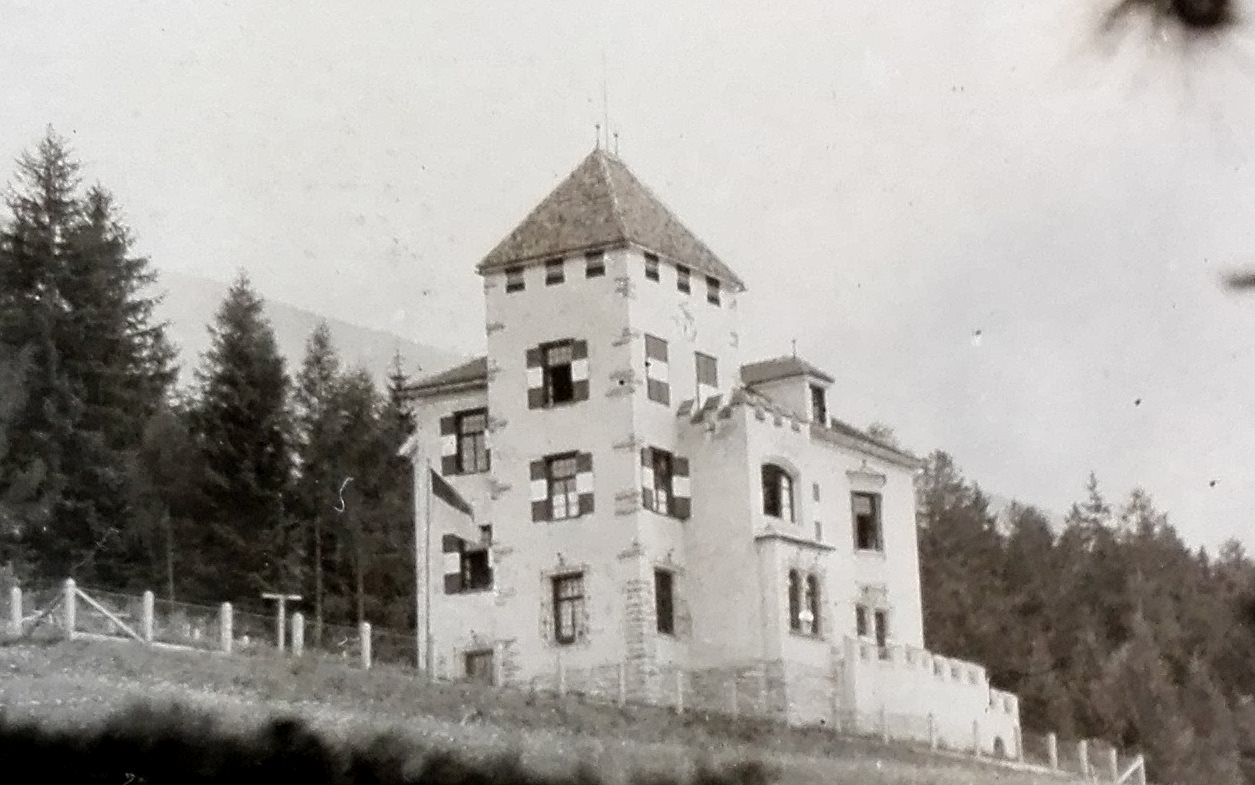
Schullern-Schlössl (Aldrans, Tirol, 1910)

Hermann Johann Anton Heinrich Friedrich Ritter von Schullern zu Schrattenhofen (* 24. Juli 1861 in Innsbruck; † 14. April 1931 in Innsbruck) war ein österreichischer Nationalökonom und Genealoge aus der Familie Schullern zu Schrattenhofen.

## Familie
Hermann von Schullern wird als erster Sohn des Tiroler Lyrikers Anton von Schullern (1832–1889) und der Paola Dorothea, geborene von Finetti (1840–1903), geboren. Seine Geschwister waren der Militärarzt und Schriftsteller Heinrich von Schullern (1865–1955), Elfriede (* 1862), vermählte Abeni, und Oswald (* 1872), der seit seinem 16. Geburtstag als verschollen gilt.
Er war mit Theresa Magdalena Manfredi (1858–1946) aus Pavone del Mella (Brescia, Italien) verheiratet. Aus dieser Ehe entstammen die Töchter Elfriede, Eleonore, Irene, und der Sohn Manfred Schullern.

## Leben und Karriere
Hermann v. Schullern wurde am 24. Juli 1861 in Innsbruck (Tirol) geboren und genoss für die damalige Zeit eine übliche Erziehung gutbürgerlicher Kreise. Zwischen 1879 und 1883 studierte er an der Universität Innsbruck Rechts- und Staatswissenschaften und promovierte 1884 zum Doktor der Jurisprudenz. Seine Gerichts- und Advokaturpraxis absolvierte er in Klagenfurt, Bozen und Innsbruck. Unter dem Einfluss von Eugen Böhm-Bawerk wandte sich Schullern der Grenznutzenschule zu und habilitierte sich 1889 mit dem Thema „Untersuchungen über Begriff und Wesen der Grundrente“. Die Viena für Nationalökonomie erlangte Schullern 1889 und 1895 für die gesamte politische Ökonomie.
1889/1890 war er als Vortragender an der Innsbrucker Handelsakademie tätig. 1890 wurde er als Mitarbeiter Karl Theodor Inama von Sterneggs Beamter, später zum Mitglied der Statistischen Zentralkommission, für die Schullern wiederholt bei internationalen Kongressen als dessen Vertreter auftrat.
Seine Vortragstätigkeit erstreckte sich auf die Wiener Handelsakademie, Orientalischen Akademie (1898, ao. Professor) und an den Heeresanstalten. 1899 erhielt Schullern die Möglichkeit als ordentlicher Professor der Rechts- und Staatswissenschaften an der Technischen Hochschule in Brünn (Brno) zu lehren. In den Jahren zwischen 1901 und 1915 hatte er die Lehrkanzel für Volkswirtschaftslehre und Statistik an der Hochschule für Bodenkultur in Wien inne. In den Studienjahren 1903/1904 und 1904/1905 bekleidete er die Position des Rektors dieser Hochschule. Im Zuge seiner Tätigkeit als Referent im Ackerbauministerium wurde ihm 1904 der Amtstitel „Hofrat“ verliehen. In den Jahren 1909/1910 ließ Hermann v. Schullern oberhalb von Aldrans (Innsbruck) im Neo-Gotischen Stil das Schullern-Schlössl erbauen.
Im Kriegsjahr 1915 kehrte Schullern wieder in seine Heimatstadt Innsbruck zurück und wirkte als Professor für Politische Ökonomie an der Universität Innsbruck, wo er 1916 als Dekan und 1922 als Rektor fungierte.
Während des Ersten Weltkrieges leistete Schullern als Leiter des Wiederaufbauamts in Görz (Gorizia) wertvolle Dienste, legte jedoch nach Rückzug der österreichischen Truppen (1918) sein Amt trotz gegenteiliger Aufforderung der neuen provisorischen Regierung zurück.
Schullern trat auch als Genealoge in Erscheinung. Als Vorsitzender der Tiroler Landsmannschaft und als Vorstandsmitglied der Heraldisch-Genealogische Gesellschaft Adler entstanden heute noch beachtete genealogische Beiträge.
Hermann v. Schullern setzte sich in seiner Eigenschaft als Vorsitzender der Tiroler Sektion des Alldeutscher Verbandes für die Unteilbarkeit Tirols ein und später für einen Anschluss Österreichs an die Weimarer Republik. Als angesehener Kurator des Tiroler Landesmuseums Ferdinandeum starb Hermann von Schullern zu Schrattenhofen am 14. April 1931 in Innsbruck.

## Schriften und Arbeiten
In seiner wissenschaftlichen Tätigkeit wandte Schullern sich zu Beginn eher theoretischen Themen zu, im Lauf der Zeit zunehmend agrarhistorischen und agrarpolitischen Fragestellungen; unter anderem definierte Schullern 1911 als einer der ersten den Begriff Fremdenverkehr. Er veröffentlichte zahlreiche Abhandlungen in Sammelwerken, Zeitungen und Fachzeitschriften.
- Untersuchungen über Begriff und Wesen der Grundrente. 1889
- Die theoretische Nationalökonomie Italiens in neuester Zeit. 1891
- Über einige Familien des tirolischen Beamtenadels In: Jahrbuch der Gesellschaft „Adler“. 1895.
- Das Kolonat in Görz und Gradisca. 1908
- Grundzüge der Volkswirtschaftslehre. 1911
- Bemerkungen zur österreichischen Vermögenssteuer. Wien 1918
- Deutsch-Tirol ein selbständiger Staat?. Innsbruck 1919
- Agrarpolitik. Jena 1924

## Ehrungen
- Komtur des kaiserlich österreichischen Franz-Joseph-Ordens (1916).
- In Anerkennung für die Leistungen der Brüder Hermann (Universitätsprofessor) und Heinrich (Arzt und Schriftsteller) sowie denen des Vaters Anton v. Schullern (Schriftsteller, Lehrer, Journalist) widmet die Stadt Innsbruck diesen die „Schullernstraße“ (Burgenlandstraße/Ostfriedhof).

## Vorfahren
| Ahnentafel Schullern zu Schrattenhofen | Ahnentafel Schullern zu Schrattenhofen                                                     | Ahnentafel Schullern zu Schrattenhofen                                               | Ahnentafel Schullern zu Schrattenhofen                                                      | Ahnentafel Schullern zu Schrattenhofen                                               | Ahnentafel Schullern zu Schrattenhofen                                  | Ahnentafel Schullern zu Schrattenhofen                                  | Ahnentafel Schullern zu Schrattenhofen                                  | Ahnentafel Schullern zu Schrattenhofen                                  |
| -------------------------------------- | ------------------------------------------------------------------------------------------ | ------------------------------------------------------------------------------------ | ------------------------------------------------------------------------------------------- | ------------------------------------------------------------------------------------ | ----------------------------------------------------------------------- | ----------------------------------------------------------------------- | ----------------------------------------------------------------------- | ----------------------------------------------------------------------- |
| Ururgroßeltern                         | Johann Jakob Schueller v. Schullern zu Schrattenhofen ⚭ Helene Preu v. Lusenegg u. Korburg | Franz Karl Leis v. Laimburg ⚭ Anna Schreibern zu Schwanenfelden                      | Karl Josef Weinhart v. Thierburg u. Vollandsegg ⚭ Maria Felicitas Payr zum Thurn u. Palbyth | Franz Anton Miller ⚭ Katharina (v.) Miller                                           | Giovanni Battista Ritter v. Finetti ⚭ Caterina Boselli                  | Germinian Comelli v. Stuckenfeld ⚭ Notburga v. Radieucig                | Ruttilio Calini di Calino ai Fiumi ⚭ Paula Uggeri di Milzanello         | Bartolomeo Nob. Gorlani ⚭ Caterina Ferrara                              |
| Urgroßeltern                           | Anton Albert v. Schullern zu Schrattenhofen ⚭ Marianne Leis v. Laimburg                    | Anton Albert v. Schullern zu Schrattenhofen ⚭ Marianne Leis v. Laimburg              | Karl Michael Weinhart v. Thierburg u. Vollandsegg ⚭ Franziska Thekla Miller                 | Karl Michael Weinhart v. Thierburg u. Vollandsegg ⚭ Franziska Thekla Miller          | Josef Alexander v. Finetti ⚭ Cäcilia Lucrezia Comelli v. Stuckenfeld    | Josef Alexander v. Finetti ⚭ Cäcilia Lucrezia Comelli v. Stuckenfeld    | Ludovico Conte Calini di Calino ai Fiumi ⚭ Barbara Gorlani              | Ludovico Conte Calini di Calino ai Fiumi ⚭ Barbara Gorlani              |
| Großeltern                             | Johann v. Schullern zu Schrattenhofen ⚭ Antonia Weinhart v. Thierburg u. Vollandsegg       | Johann v. Schullern zu Schrattenhofen ⚭ Antonia Weinhart v. Thierburg u. Vollandsegg | Johann v. Schullern zu Schrattenhofen ⚭ Antonia Weinhart v. Thierburg u. Vollandsegg        | Johann v. Schullern zu Schrattenhofen ⚭ Antonia Weinhart v. Thierburg u. Vollandsegg | Johann Baptist v. Finetti ⚭ Caterina Contessa Calini di Calino ai Fiumi | Johann Baptist v. Finetti ⚭ Caterina Contessa Calini di Calino ai Fiumi | Johann Baptist v. Finetti ⚭ Caterina Contessa Calini di Calino ai Fiumi | Johann Baptist v. Finetti ⚭ Caterina Contessa Calini di Calino ai Fiumi |
| Eltern                                 | Anton v. Schullern zu Schrattenhofen ⚭ Paola Dorothea v. Finetti                           | Anton v. Schullern zu Schrattenhofen ⚭ Paola Dorothea v. Finetti                     | Anton v. Schullern zu Schrattenhofen ⚭ Paola Dorothea v. Finetti                            | Anton v. Schullern zu Schrattenhofen ⚭ Paola Dorothea v. Finetti                     | Anton v. Schullern zu Schrattenhofen ⚭ Paola Dorothea v. Finetti        | Anton v. Schullern zu Schrattenhofen ⚭ Paola Dorothea v. Finetti        | Anton v. Schullern zu Schrattenhofen ⚭ Paola Dorothea v. Finetti        | Anton v. Schullern zu Schrattenhofen ⚭ Paola Dorothea v. Finetti        |
| Hermann v. Schullern zu Schrattenhofen |                                                                                            |                                                                                      |                                                                                             |                                                                                      |                                                                         |                                                                         |                                                                         |                                                                         |